# 圣亚纳圣殿 (旧厄廷)
圣亚纳圣殿  是一座罗马天主教宗座圣殿，位于德国巴伐利亚上巴伐利亚行政区旧厄廷县的旧厄廷 ， 属于帕绍教区。它是二十世纪德国建造的最大的教堂，位于康拉德广场的嘉布遣会修道院。
1913 年，教宗庇护十世将该堂升格为宗座圣殿。
目前的圣殿是由约翰 肖特设计，新巴洛克风格，灵感来自 费尔斯滕菲尔德修道院教堂。建设资金来自巴伐利亚州的捐款。工程耗时两年半，于1912 年 10 月 13 日祝圣。